# ヴィットリオ・ヴェネト級戦艦
| ヴィットリオ・ヴェネト級戦艦 | ヴィットリオ・ヴェネト級戦艦                                                                                             |
| ---------------------------- | --- |
|                              | |
| 艦級概観                     | |
| 艦種                         | 戦艦 |
| 前級                         | カイオ・ドゥイリオ級戦艦 フランチェスコ・カラッチョロ級戦艦                                                              |
| 次級                         | なし |
| 性能諸元                     | |
| 排水量                       | 基準 41,177 トン、満載 45,963 トン                                                                                       |
| 全長                         | 224.5 - 237.8 m |
| 全幅                         | 32.43 m、32.9 m |
| 吃水                         | 10.44 m（常用荷重時） |
| 機関                         | ヤーロー缶8基、4軸推進、140,000 hp                                                                                       |
| 最大速力                     | 31.50ノット (58 km/h)（公試時） 29ノット (54 km/h)（常用荷重）                                                           |
| 航続距離                     | 3,920海里/20ノット (37 km/h)時                                                                                           |
| 乗員                         | 1,920名 |
| 兵装                         | 50口径38.1cm三連装砲3基9門 55口径15.2cm三連装砲4基12門 50口径9cm単装砲12門 54口径37mm連装機銃10基 65口径20mm単装機銃20挺 |
| 装甲                         | |
| 搭載機                       | 3 |

ヴィットリオ・ヴェネト級戦艦 (Classe Vittorio Veneto) あるいはリットリオ級戦艦 (Classe Littorio) は、イタリア王立海軍 (Regia Marina) の戦艦。ウンベルト・プリエーゼ将軍が設計を担当。前期2隻はワシントン海軍軍縮条約における代艦建造規定に基づき、後期2隻は純然たる増強分として建造された。
本級は1930年代にフランス海軍のダンケルク級戦艦、リシュリュー級戦艦への対抗として開発され、同型艦4隻が建造されたが、3隻のみ就役した。1番艦と2番艦は1940年から就役を開始した。その建造はムッソリーニの考える新ローマ帝国による地中海支配の一環であった。

## 設計
イタリア海軍は超弩級戦艦としてフランチェスコ・カラッチョロ級戦艦4隻を建造しようとしたが、第一次世界大戦で全隻建造中止となった。同海軍が海軍休日時代に保有を許されたのは弩級戦艦（カブール級2隻、ドリア級2隻）であった。イタリア海軍はしばらく戦艦の建造を取りやめていたが、1930年代にフランス海軍のダンケルク級戦艦に刺激を受けて建造したのが、本級である。
主要海軍国で建造した条約型戦艦（規定基準排水量35,000トン、最大砲は16インチ以下）の中でも、近代型高速戦艦の嚆矢である（建艦競争）。基本的にはカヴール級の拡大改良型であった。リットリオ、ヴィットリオ・ヴェネトに続いて建造されたローマ、インペロは前2隻の実績を取り入れて設計が一部改められており、資料によってはローマ級とするものもある。当時、ワシントン海軍軍縮条約（1930年にロンドン海軍軍縮条約締結）の規定により新造戦艦の基準排水量は35,000トン、備砲は16インチ砲以下に抑えられていた。本級も当初は軍縮条約の規定排水量で計画されたが、結果的には超過して41,000t強となった。ただし公称値は35,000トンであり、諸外国にもそのように通知している。主砲は38.1cmと控えめだが50口径、高初速とし、威力は40.6cm砲に劣らなかったという。また艦尾の3番砲塔がかなり高い位置にあるのは、射撃時に艦尾にある搭載水偵を損傷しない為であった。
主機出力は速力30ktを発揮する為に140,000馬力の4軸推進となったが、一箇所の被弾で推進力を失わないように、缶室を挟んで前機室（外舷機室）、後機室（内舷機室）を設けている。舷側の水線下防御は、改装後のカヴール級と同様に、艦内舷側に水中爆発の衝撃を吸収する大きな円筒を設けたプリエーゼ式である。ただし、水線部装甲は対38cm徹甲弾防御として250mmの中間区画をおいて外側70mm被帽破壊用硬化鋼、内側280mmのKC甲鉄、計350mmの装甲を11度傾斜して装備している。艦首は造波抵抗を軽減するために球状艦首を採用した。しかし、これについては航行時に振動が発生してよくないとされ、竣工後に艦の長さを1.5m延長している。
1940年（昭和15年）6月10日のイタリア参戦後、地中海戦線でイギリス海軍の地中海艦隊やH部隊と交戦する（地中海攻防戦）。戦争中期以降は燃料不足や上層部の戦意不足により消極的な運用に終始した。1943年には連合軍の空襲によって損傷を受け、9月のイタリア降伏時にイタリア（リットリオから改名）とローマはドイツ軍から攻撃を受け、ローマはフリッツXの攻撃によって爆沈した。
航続距離の短さ、および平時維持費の高さがネックとなり、本級は旧式のカイオ・ドゥイリオ級よりも先に廃艦となり、あるいは賠償艦として連合国に引き渡されてしまった。

## 艦形

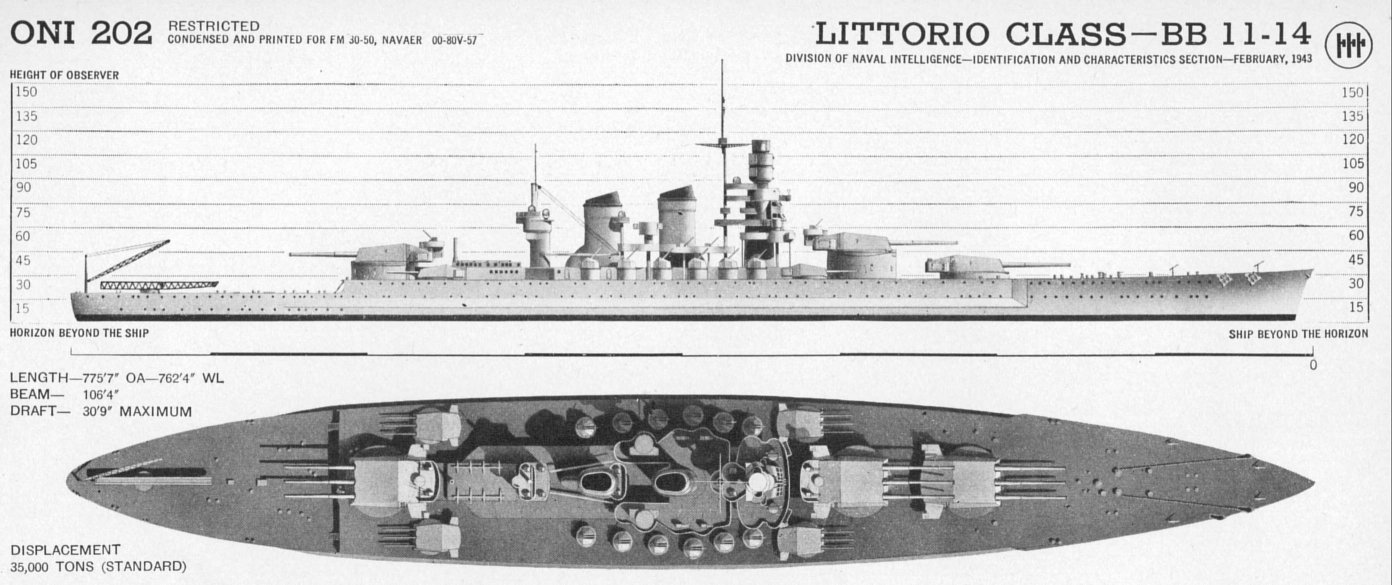
本級の艦形図。

本艦の船体形状は艦首から第三主砲塔下部まで全く傾斜（シア）のない甲板が続く長船首楼型船体を採用している。艦首甲板上に新設計の「OTO 1934年型 38.1cm（50口径）砲」を三連装砲塔に収め、1番・2番主砲塔を背負い式に2基を配置、その後にプリエーゼ将軍の考案による直径の異なる円筒を積み重ねたような特徴的な塔型艦橋が立つ。プリエーゼ将軍が手掛けたライモンド・モンテクッコリ級軽巡洋艦の発展系であり、彼は日本海軍の改装戦艦（パゴダマスト）や重巡の艦橋について「八方美人的で個性がなく、平時の訓練には便利だが、実戦には向かない。」と評価したという。
本級の艦橋の構成は上から装甲射撃方位盤室、上下2段に重ねられた装甲7.2m測距儀塔、戦闘艦橋、操舵艦橋の順で、艦橋全体が装甲で覆われているために司令塔は設けられていない。艦橋の後部にはアンテナ線を展開するためのポール・マストが立ち、船体中央部に頂上部にファンネル・キャップを持つ2本煙突が立つ。2番煙突の後部から艦載艇置き場となっており、円筒を積み重ねたような形状の後部艦橋の基部に付いたクレーン1基により運用された。なお、この時期のイタリア海軍は大型のゴムボートを艦載艇の一部として運用しており、これを後檣の基部に立てかけたり、副砲塔の上に置いて甲板スペース節約に努めていた。
3番主砲塔はタービン・シャフトをクリアするために最上甲板の終端部に一段高められて後向きに1基が配置され、そこから甲板一段分下がった後部甲板上に水上機射出用のカタパルト1基と水上機用のクレーン1基が配置された。本艦の副砲の「OTO 1936年型 15.2cm（55口径）速射砲」を新設計の三連装砲塔に収め、艦橋と3番主砲塔の側面部に1基ずつの計4基を配置していた。艦首側副砲塔の後方の舷側甲板上に「Ansaldo and OTO 1939年型 9cm（50口径）高角砲」が断片防御程度の装甲で出来た円筒形の防盾を付けられた単装砲架で片舷6基ずつ計12基を配置していた。この武装配置により艦首方向に最大で38.1cm砲6門、15.2cm砲6門を、舷側方向に最大で38.1cm砲9門、15.2cm砲6門、9cm砲6門を、艦尾方向に最大で38.1cm砲3門、15.2cm砲6門を指向できた。舵は主舵を中央に1枚と副舵を外軸と内軸の間に1枚ずつの計2枚を配置していた。

## 武装

### 主砲

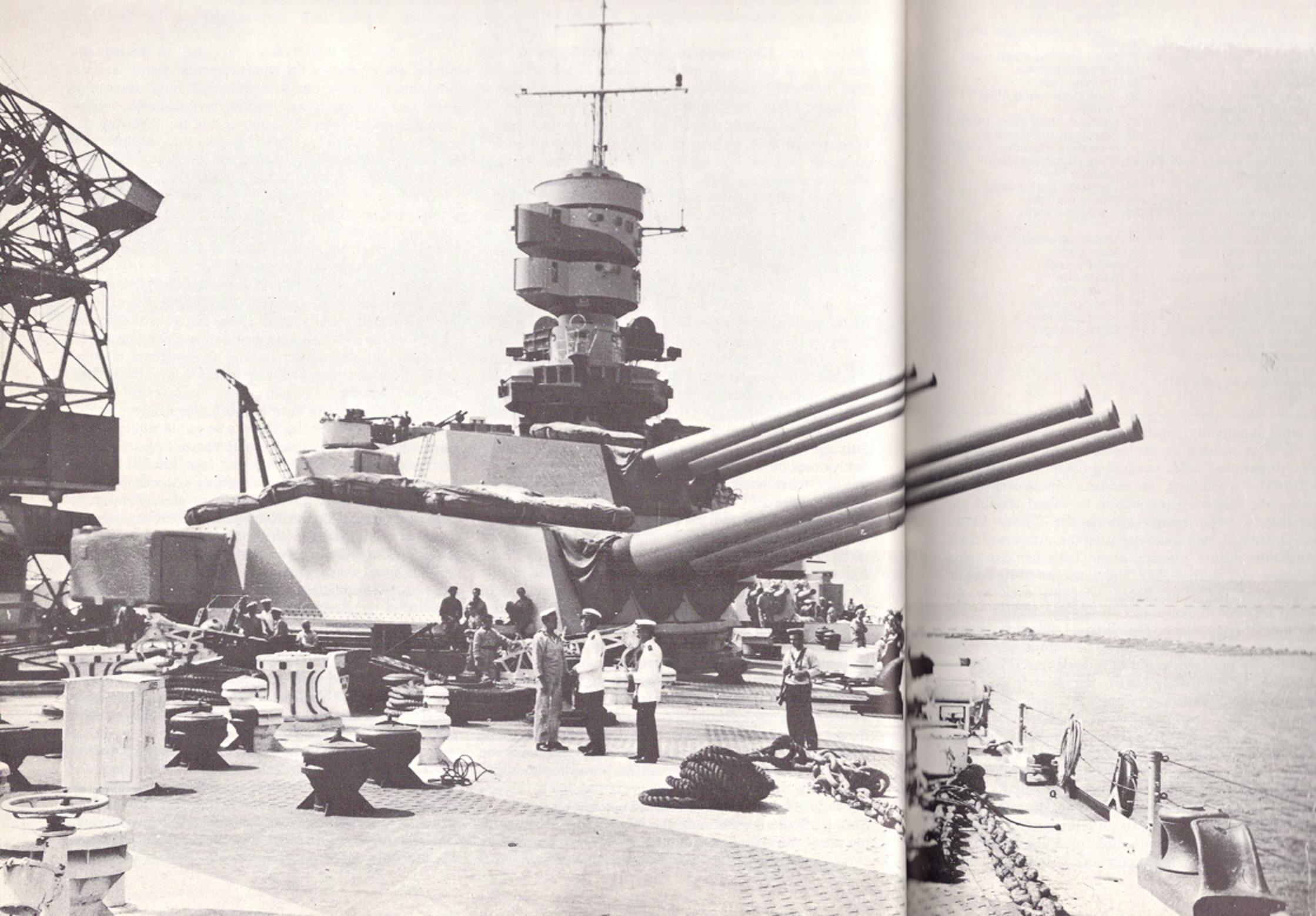
写真は「ローマ」にも搭載された38.1cm主砲塔

本艦の主砲はOTO（Odero-Terni-Orlando ）社の新設計の「OTO 1934年型 38.1cm（50口径）砲を採用した。その性能は重量885kgの砲弾を最大仰角35度で44,640mまで届かせることが出来、射程28,000mで舷側装甲380mmを、射程18,000mで舷側装甲510mmを貫通可能であった。砲塔の俯仰能力は仰角35度・俯角5度である、旋回角度は船体首尾線方向を0度として左右120度の旋回角度を持つ。主砲身の俯仰・砲塔の旋回・砲弾の揚弾・装填は主に電力で行われ、補助に人力を必要とした。発射速度は毎分1.3発である。
| 射距離   | 仰角  | 落角  | 存速(m/s) | 対垂直甲鈑 | 対水平甲鈑 |
| -------- | ----- | ----- | --------- | ---------- | ---------- |
| 10,000 m | 4.3°  | 5.0°  | 687       | -          | -          |
| 15,000 m | 7.2°  | 8.7°  | 620       | -          | -          |
| 19,000 m | -     | -     | -         | 416mm      | 67mm       |
| 20,000 m | 10.6° | 13.4° | 563       | 402mm      | 74mm       |
| 24,000 m | -     | -     | -         | 348mm      | 105mm      |
| 25,000 m | 14.5° | 19.3° | 524       | -          | -          |
| 26,000 m | -     | -     | -         | 325mm      | 124mm      |
| 32,000 m | 19.2° | 26.1° | 498       | -          | -          |
| 35,000 m | 24.7° | 37.6° | 483       | -          | -          |

### 副砲・その他備砲

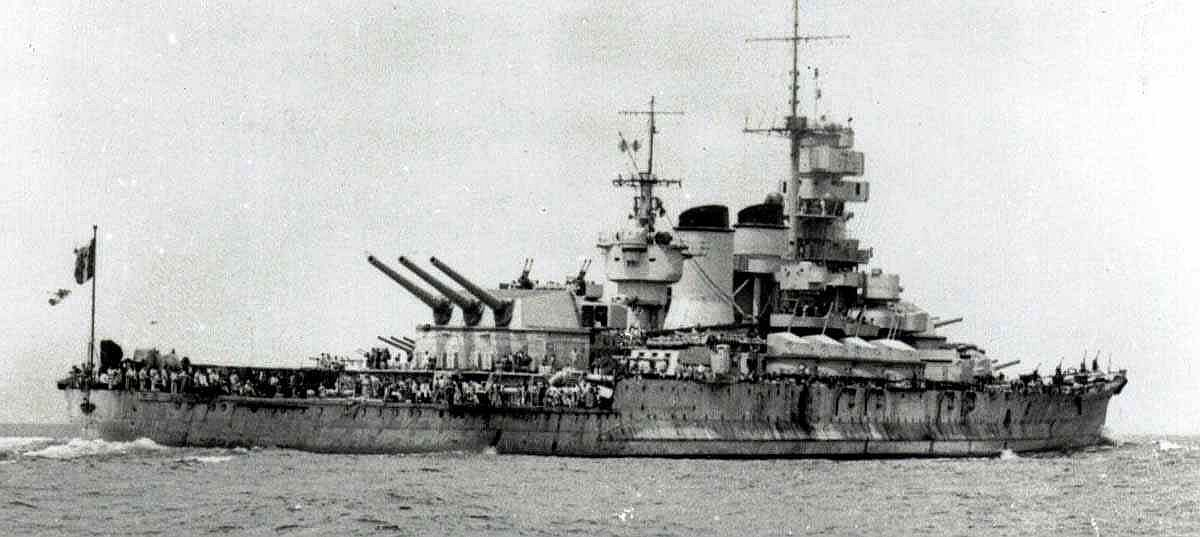
写真は同型艦の「ローマ」。15.2cm三連装砲塔に挟まれるように配置された9cm高角砲がよく判る写真

副砲は前級の「カイオ・デュイリオ級」よりも更に口径がアップしているがこれは従来の口径ではフランスの大型駆逐艦には対抗できても、軽巡洋艦を駆逐するには不十分であるとの判断であるとともに、このくらいの口径でも発射速度がよく軽量な砲が開発できるようになった為である。主砲と同じくOTO社の新設計の「OTO 1936年型 15.2cm（55口径）速射砲」を採用した。なお、この砲は他に軽巡洋艦「ルイージ・ディ・サヴォイア・デュカ・デグリ・アブルッツィ級」の主砲にも採用されている。その性能は重量50kgの砲弾を最大仰角45度で25,740mまで届かせることが出来た。砲塔の俯仰能力は仰角45度・俯角5度である、旋回角度は240度の旋回角度を持つ。主砲身の俯仰・砲塔の旋回・砲弾の揚弾・装填は主に電力で行われ、補助に人力を必要とした。装填角度は仰角20度から俯角5度の間で装填できる自由角装填式で発射速度は毎分4～5発である。
他に対空火器として「Ansaldo and OTO 1939年型 9cm（50口径）高角砲」を採用した。この砲は近代化改装後の「カイオ・ドゥイリオ級」にも採用されている優秀砲である。その性能は重量10kgの砲弾を仰角45度で13,000mまで、最大仰角75度で最大射高10,800mまで届かせることが出来た。砲架の俯仰能力は仰角75度・俯角5度で、旋回角度は舷側方向を0度として左右120度の旋回角度を持っていた。主砲身の俯仰・砲塔の旋回・砲弾の揚弾・装填は主に電力で行われ、補助に人力を必要とした。発射速度は毎分12発である。
近接火器としては「1938年型 3.7cm（54口径）機関砲」を連装砲架で10基装備した。他に「2cm（65口径）機関砲」を連装砲架10基装備した。他に、照明弾や礼砲用にアームストロング社の設計を購入して国産化した「アームストロング 1892年型 12cm（40口径）砲」を採用した。その性能は重量20.4kgの砲弾を仰角20度で9,050mまで届かせることが出来た。砲架の俯仰能力は仰角20度・俯角5度で、旋回角度は360度の旋回角度を持っていた。主砲身の俯仰・砲塔の旋回・砲弾の揚弾・装填は主に人力を必要とした。発射速度は毎分5～6発である。これを、防盾をつけて単装砲架で舷側中央部に片舷2基ずつ計4基を装備した。

## 防御

本級の断面図。特徴的なプリエーゼ式水雷防御の構造が良く判る。

本艦の最大装甲厚は水平甲板が合計207mm、垂直防御が8度傾斜させた合計350mmで今までのイタリア戦艦に比べて防御力は桁違いである。しかし、舷側防御は同時期の新戦艦ではイギリス海軍の「ネルソン級」の356mmに次いで厚い350mmを誇るが、これは完全な一枚板ではなく、硬めの70mm装甲と280mm装甲の間に50mmの木材をクッションとして挟むという、「複合装甲」と呼べる形式を採っている。既存艦のように何故に一枚板にしなかったかと言うと、この時代で300mm以上の厚さの均質な性能を持った装甲板を作るのはイタリアの工業能力では難しかったためである。
考え方としては硬質な70mm装甲で砲弾の被帽を破壊し、木材で弾速を緩め、本命の280mm装甲で砲弾を止めるという理論であった。また、多くの戦艦が副砲を防御のアキレス腱にしているのに対し、イタリアは副砲の防御を旧世代の主力艦並である280mmもの装甲を与えることで解決しようとした。しかし、主砲弾薬庫と副砲弾薬庫を離すスペースが足らなかったために、後に「ローマ」がフリッツX2発を被弾した際、2発目が副砲と主砲の間に命中し主甲板装甲を貫通、爆裂して炎上したことで双方の火薬庫が熱を持ち、艦の爆発を早める結果となった。
水雷防御として、リットリオ級戦艦と大改装戦艦（ドゥイリオ級）はプリエーゼ式水雷防御を採用した。リットリオ級の場合、舷側装甲下端から艦底の間に、内側に湾曲して厚さ40mmの水雷防御隔壁が張られ、外板との間の空虚部には直径3.8mの中空のドラムを保持しその周囲を液体で充填している。防御隔壁の内側には、水防区画として乾室が設けられていた。
水中爆発に対しては、中央の中空ドラムが圧壊することで爆圧を緩和し、隔壁が破られるのを防止する。浸水に対しては、艦底に左右の水防区画を連結する水路が設けられており、浸水を反対舷側にも誘導することで傾斜の拡大を抑制する仕組みになっていた。

## 機関
機関出力は130,000hpを発揮し、4万トンを超える船体を戦闘速力30ノットで走らせる事ができた（公試では31.4ノット）。航続性能は14ノットで4200海里と駆逐艦並の航続性能しかなかったが、他国と異なり、イタリアは地中海の中央部に位置する事から地中海という狭い海域だけで行動できればよしとされたので、設計段階で燃料タンク自体の大きさを小さくして浮いた重量を武装や防御に回した結果であった。これは、列強他国にはないイタリア海軍だけの特徴である。

## 同型艦
4隻が起工され、3番艦「インペロ」以外の3隻が就役している。
- ヴィットリオ・ヴェネト Vittorio Veneto
- リットリオ Littorio：1943年7月にイタリア Italia  へ改称。
- インペロ Impero ※未竣工
- ローマ Roma

## 艦級名及び1番艦・2番艦について
ヴィットリオ・ヴェネトとリットリオは同日（1934年7月10日）に発注され、同日（1934年10月28日）に起工したが、進水及び就役はヴィットリオ・ヴェネトのほうが先であった。日本語の文献においては、ヴィットリオ・ヴェネトを1番艦、リットリオを2番艦と定義して艦級名もヴィットリオ・ヴェネト級と分類しているものが多い。
しかしながら、現在のイタリア海軍公式webページにおける艦艇紹介ページではリットリオ級との分類が行われており、イタリアでの予算措置上ではリットリオが1番艦とされていた。第二次世界大戦中のアメリカ海軍もリットリオ級と分類していた。したがって日本語においてもリットリオ級と分類されることもある。大日本帝国海軍では「リトリヲ級」の表記も見られた。